# Lars Dylte
Lars Dylte, född 22 juni 1961, död 23 januari 2008, var en svensk musiker. Han var ursprungligen från Västergötland, men flyttade till Dalarna 1986 för att arbeta som musiklärare.
Han var medlem i bandet Peter Carlsson & Blå Grodorna där han spelade piano, orgel, synth, kontrabas, dragspel (mot sin vilja), samt 10 liters plastdunk, blått papprör, kakfat, maracas och congas. Dylte trakterade även saxofon och klarinett.